# Jerevanský chanát
Jerevanský chanát (persky: خانات ایروان, Xānāt-e Iravān; arménsky: Երեւանի խանութիւն, Yerevani xanut'iwn) byl chanát existující v letech 1747–1828, který se rozkládal na území dnešních států Arménie, Turecka (provincie Iğdır a Kars) a Ázerbájdžánu (Nachičevanská autonomní republika). Podléhal Íránu. Hlavním městem byl Jerevan. Íránští kadžárovci dosazovali od roku 1755 do čela chanátu členy svého rodu, takže na rozdíl od jiných kavkazských chanátů, šlo o velmi loajální provincii. Během kadžárovského období chanát také propseroval, zejména hlavní město Jerevan. To se tehdy rozkládalo na ploše více než jedné čtvereční míle a jeho okolí a zahrady se rozkládaly asi na ploše 18 mil. Od roku 1804, tedy od vypuknutí rusko-perské války (1804–1813), bylo území chanátu prostorem mnoha bojů mezi Íránci a Rusy. Roku 1827 – v průběhu další rusko-perské války (1826–1828) – ho Rusko obsadilo. Rok poté byl v souladu s Turkmenčajskou smlouvou Rusy získán plně. Byl sloučen s Nachičevanským chanátem a stala se z něj Arménská oblast Ruského impéria.

## Demografie
Krátce po anexi uskutečnili Rusové sčítání lidu, z něhož si lze učinit představu o demografické struktuře chanátu: 80 procent obyvatel byli muslimové, 20 procent křesťané. Usedlá a polousazená muslimská populace čítala více než 74 000 lidí, nicméně po ruské okupaci odešlo mnoho muslimů za hranice a mnoho jich také zahynulo ve válce, takže se odhaduje, že před válkou roku 1826 mohl být jejich počet zhruba o 20 až 35 tisíc osob vyšší. Etnická struktura, na níž Rusové při sčítání narazili, byla pestřejší: 20 073 Arménů, 25 237 Kurdů, 10 000 Peršanů, 31 588 usedlých příslušníků turkických národností a 23 222 turkických nomádů (celkem 110 120 osob). Rusové po roce 1828 (po vypuknutí rusko-turecké války) začali do oblasti systematicky stěhovat Armény z Turecka, přišlo jich poté asi 57 000, čímž se z Arménů po 4. stoletích stala v oblasti etnická majorita. Po krymské válce a rusko-turecké válce v letech 1877–1878 přišel další příliv etnických Arménů. Přesto si město Jerevan uchovalo muslimskou většinu až do 20. století.
Tyto údaje jsou v současnosti v Ázerbájdžánu hojně užívány ke státní propagandě, v níž je Jerevanský chanát vydáván za „autochtonně ázerbájdžánský stát“. Takové operace stojí na tom, že pojmy muslim a Ázerbájdžánec jsou vnímány jako synonyma. Historik a politolog Laurence Broers hovoří o „rozsáhlé fetišizaci“ Jerevanského chanátu v ázerbájdžánské historiografii a propagandě. Varuje, že může jít o zárodek „budoucího územního nároku“. Zvláště arménské hlavní město Jerevan je součástí tohoto ideologického tažení. Jerevanská pevnost a palác Sardar, které zbourali Sověti, se staly široce sdílenými symboly, které jsou dle Broerse prezentovány jako „uříznuté části těla“ ázerbájdžánské kultury.